# Anderson-Fabrys sjukdom
Anderson-Fabrys sjukdom tillhör gruppen lysosomala sjukdomar och orsakas av brist på enzym. Enzymbristen leder till att blodkärl och andra organ kan påverkas och skadas. Vanliga symtom är smärta i händer och fötter, hudförändringar och påverkan på hjärtat, njurarna och blodkärlen i hjärnan. Symtom och svårighetsgrad varierar mellan olika personer med sjukdomen.

## Förekomst
Sjukdomen är tämligen ovanlig och förekommer hos ca. 1 av 50 000 nyfödda. Idag är ett 60-tal personer med sjukdomen kända i Sverige, men eftersom sjukdomen ofta är svår att diagnostisera kan det finnas betydligt fler.

## Ärftlighet
Anderson-Fabrys sjukdom är bunden till X-kromosomen. Det innebär att både söner och döttrar till kvinnliga patienter löper 50 procents risk att ärva sjukdomen. En manlig patient kan inte överföra sjukdomen till sina söner, men alla döttrar ärver sjukdomen.

## Symtom
Sjukdomen börjar ofta märkas i barnaåren, ibland redan vid 7 till 8 års ålder. De vanligaste symptomen är en brännande smärta/ stickande smärta i händer och fötter, svårighet att svettas vilket gör att kroppstemperaturen stiger vid ansträngning, röda prickar på huden (angiokeratom), och ögonförändringar. Även förstoppning eller diarré är vanliga symptom. Barn med sjukdomen har till en början oftast smärtor i samband med perioder av feber, men besvären kan sedan öka och komma oftare, till exempel vid fysisk aktivitet. Smärtorna kan även utlösas vid psykisk ansträngning eller förändringar i temperatur och luftfuktighet. Sjukdomens symptom och svårighetsgrad kan variera avsevärt mellan olika personer.

## Påverkan
Vanliga tecken på sjukdom hos vuxna är påverkan på njurarna, hjärtat och blodkärlen i hjärnan. Man kan också få besvär från mag-tarmkanalen i form av diarré, illamående och smärtor i sidan.
Njurarna kan påverkas genom att njurfunktionen försämras, och hjärtat kan påverkas genom att hjärtrytmen rubbas och hjärtat slår fortare eller långsammare. Även klaffarna mellan de olika rummen i hjärtat kan ta skada vid Fabrys sjukdom

## Behandling
Idag finns behandling att tillgå. Det är en enzymbehandling där den saknade enzymen tillsätts genom dropp. En behandling tar 1-4 timmar, och det är väldigt individuellt hur snabbt behandlingen kan genomföras. 
Behandling med enzym minskar smärtorna och medför att sjukdomens påverkan på inre organ bromsas upp. Till en början ges behandlingen på sjukhus eller vårdcentral, men vissa patienter lär sig sedan att sköta den själv. 